# كيا ستنغر
Kia Stinger هي سيارة ذات 5 أبواب فاستباك تصنيعها بواسطة Kia Motors.

## نظرة عامة
تعود سيارة Kia Stinger إلى Kia GT Concept من معرض فرانكفورت للسيارات 2011 و Kia GT4 Stinger من معرض أمريكا الشمالية الدولي للسيارات 2014 .  صممهابيتر شراير وغريغوري غيوم (كبير مصممي كيا) في استوديو كيا الأوروبي في فرانكفورت وقام بتصميمها المهندس السابق ألبرت بيرمان نائب رئيس BMW M power السابق للهندسة، تم الكشف عن السيارة في معرض أمريكا الشمالية الدولي للسيارات 2017 . بيرمان هي الآن نائب الرئيس التنفيذي لتطوير الأداء والمركبات عالية الأداء لمجموعة هيونداي موتور.
وفقًا لـ Guillaume ، فإن تصميم Stinger مستوحى جزئيًا من زجاجة Coca-Cola . خلال مقابلة، قدم التعليق التالي لغرض السيارة. "إن سيارة Kia Stinger الجديدة عبارة عن سيارة غران توريزمو الحقيقية GT ، وهي سيارة مخصصة للمسافات الطويلة (أي مريحة بالسفر). الأمر لا يتعلق بالقوة الصريحة والديناميات القوية والتصميم الوحشي على حساب الرفاهية والراحة والنعمة.
تم اختبار السيارة المعنية أكثر من 1,000 كيلومتر (620 ميل) في حلبة كوريا الدولية و 10,000 كيلومتر (6,200 ميل) في نوربورغرينغ Nordschleife.   
تستخدم السيارة نسخة مختصرة من المحرك الأمامي Hyundai Genesis ' ، ذات منصة دفع خلفي مع تعزيز إضافي للصلابة لتصل إلى 55% من الحديد الصلب، ويتم تقديمه مع اختيار محركين: محرك Inline-Four بسعة 2.0 لتر ينتج 255 حصان (259 PS؛ 190 كـو) محركًا؛ و 3,342 سنتيمتر مكعب (3.3 ل؛ 203.9 بوصة3) محرك V6 مزدوج التوربو الذي يولد 365 حصان (370 PS؛ 272 كـو) عند 6000 دورة في الدقيقة و 510 نيوتن لكل متر (376 رطلق·قدم) من عزم الدوران عند 4500 دورة في الدقيقة لمتغير AWD .  بالنسبة للأسواق الأوروبية والكورية، يتم تزويد Stinger بقاعدة 2.2 لتر CRDi ديزل I4 تنتج 197 حصان (200 PS؛ 147 كـو). تم تجهيز طرازات GT بمكابح بريمبو وإطارات ميشلان (18 بوصة على طراز القاعدة و 17 بوصة على طراز CRDi و 19 بوصة على طراز V6).    ناقل الحركة الوحيد هو 8 سرعات أوتوماتيكية مع خمس وضعيات للقيادة ومجداف المغيرون. 
بالنسبة للسوق الكورية، تظهر ستنغر بشارة E ، والتي ترمز إلى الفكرة الأساسية وهي «المهندسة من خلال التميز».
تدعي كيا أن الموديلات التي تعمل بالديزل 2.2 و 2.0 T - GDi و 3.3 V6 Twin Turbo ستعمل 0–100 كيلومتر في الساعة (0–62 ميل/س) تسارع في 7.7 و 6 و 4.9 ثانية، على التوالي. وبحسب ما ورد شراير سيارة ستنجر قبل الإنتاجانها ستصل بسرعة قصوى قدرها 269 كيلومتر في الساعة (167 ميل/س) على الطريق السريع. 
خلال اختبار أجرته Car and Driver ، حقق طراز GT 3.3T الأمريكي من نوع all-wheel-wheel مع إطارات Michelin Pilot Sport 4 0–60 ميل في الساعة (0–97 كم/س) في 4.6 ثانية على المسار، وتمكنت من التوقف من 70 ميل في الساعة (113 كم/س) في 164 قدم (50 m) . وفقًا لهذا المنشور، فإن السرعة القصوى للطراز الأمريكي محكومة بـ 167 ميل في الساعة (269 كم/س) لكل مواصفات كيا. في الاختبارات التي أجرتها شركة موتور تريند ، وصلت مواصفات ستينجر 2.0 RWD الأمريكية ذات الأسطوانات الأربع على إطارات بريدجستون بوتينزا إلى 60 ميل في الساعة (97 كم/س) سيارة في 6.6 ثانية، أكملت في 15 ثانية وتوقف من 60 ميل في الساعة (97 كم/س) في 126 قدم (38 m) . وكان متوسط التسارع الجانبي المسجل في اختبار المسار 0.85 جم.
اما فان نسخة 3.3T تقطع الربع ميل خلال 12.8 ثانية.

## تسويق
في يونيو 2017، تعاونت كيا موتورز مع مجلة جي كيو للترويج لستنجر باعتبارها «رمز أسلوب الشارع».
تم عرض سيارة Stinger GT في الحلقة 3 من الموسم الثاني من The Grand Tour ، حيث شاركها مقدم العرض جيمس ماي في مواجهة اثنين من ركاب longboard على طريق جبلي في مايوركا، مع صعود السيارة والتزلج على المنحدرات.
في 4 فبراير 2018، أصدرت كيا إعلانين تجاريين لشركة Stinger خلال Super Bowl LII . أول الميزات التجارية أسطورة سباق Emerson Fittipaldi. أما الملامح الثانية فتعتبر المنشد الرئيسي في Aerosmith ستيفن تايلر يقود السيارة على مسار بيضاوي في الاتجاه المعاكس حتى يصبح أصغر من 40 عامًا.

## سلامة
الأوروبية NCAP
نتائج اختبار Euro NCAP لنسخة الديزل ـ LHD ، 2.2 لتر من طراز CRDi GT-Line ذات 5 أبواب على تسجيل 2017 بانها حصلت على تقييم كامل من خمسة نجوم.
| نتائج اختبار NCAP الاوروبية | نتائج اختبار NCAP الاوروبية | نتائج اختبار NCAP الاوروبية |
| --------------------------- | --------------------------- | --------------------------- |
| كيا ستينغر (2017)           |                             |                             |
| اختبار                      | نقاط                        | ٪                           |
| بصورة شاملة:                | ☆☆☆☆☆                       | ☆☆☆☆☆                       |
| شاغل بالغ:                  | 35.4                        | 93٪                         |
| شاغل الطفل:                 | 39.7                        | 81٪                         |
| مشاة:                       | 33.0                        | 78٪                         |
| مساعدة السلامة:             | 9.9                         | 82٪                         |

## استخدام الشرطة
في عام 2018، اختارت شرطة كوينزلاند وشرطة تسمانيا في أستراليا سيارة ستينغر 330SI كسيارة جديدة للشرطة، لتحل محل فورد فالكون وهومودور كومودور. 

## جوائز
فازت ستنجر بجائزة iF لتصميم المنتجات في فئة «تصميم النقل»  وجائزة Red Dot في فئة "Best of the Best Car Design" في عام 2018.
فاز ستينغر بجوائز اختيار السائقين لعام 2018 على جائزة «أفضل سائق في العام».

## صالة عرض

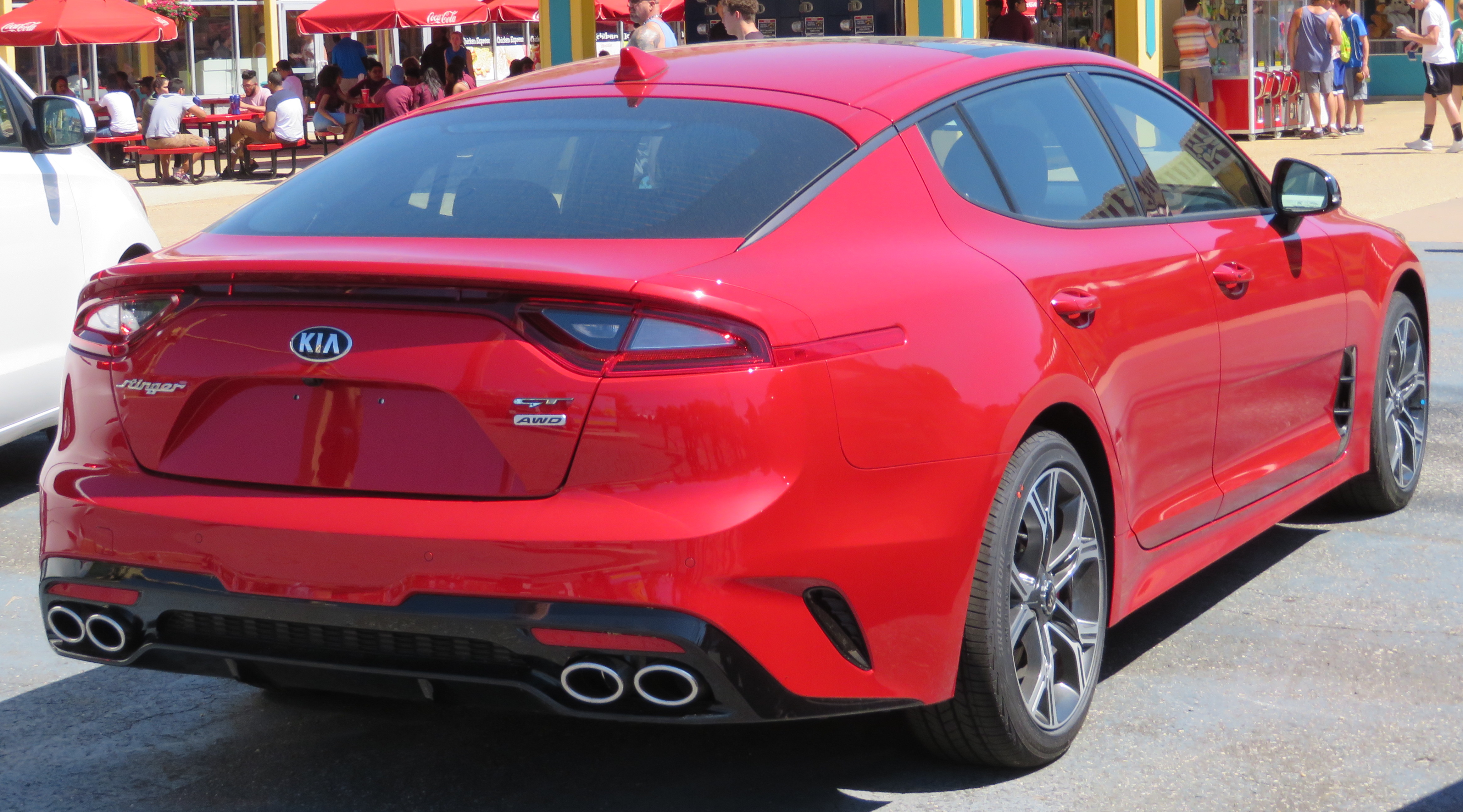
رؤية خلفية
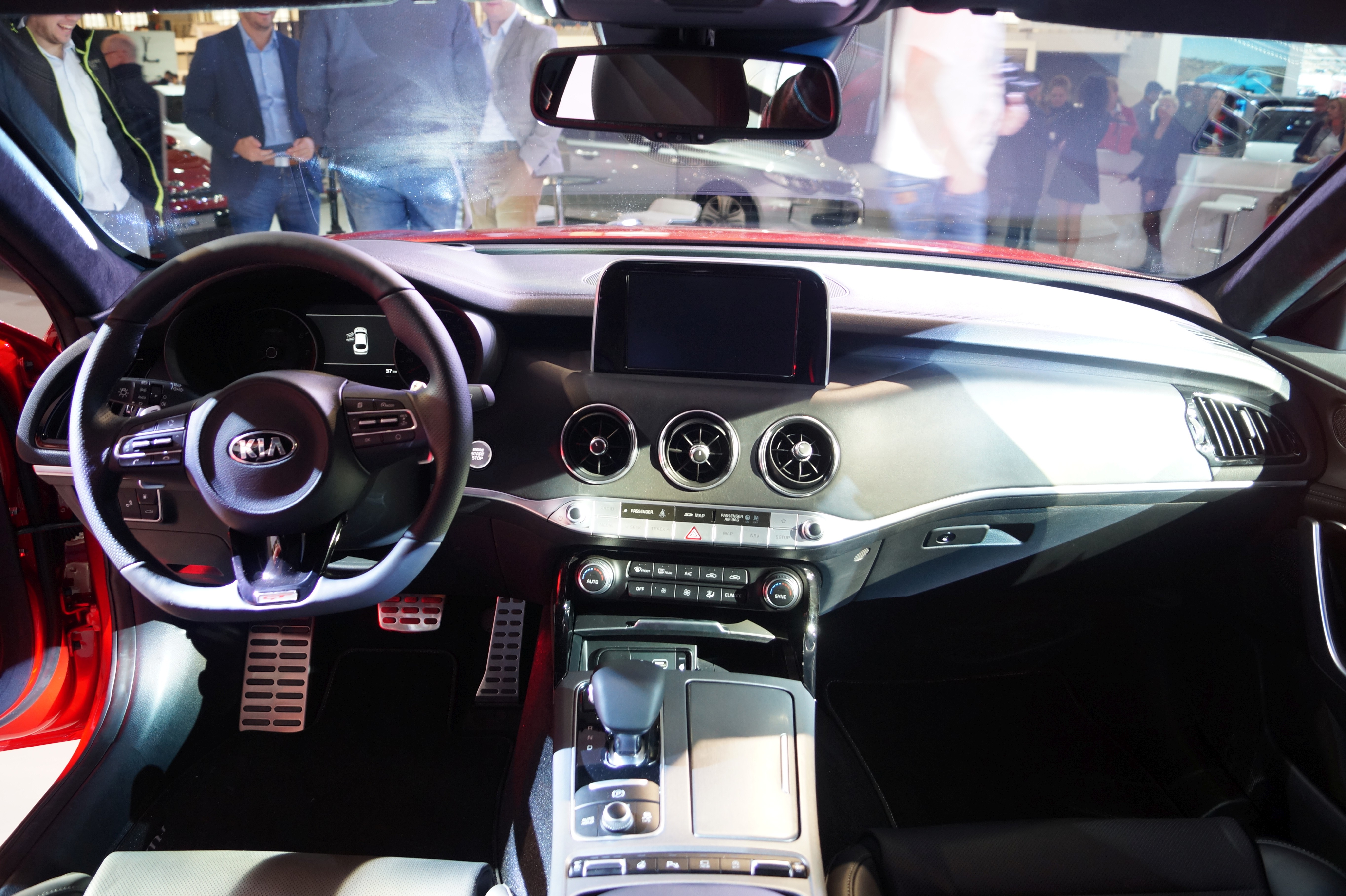
داخلي